# Rio Urubu
O rio Urubu é um rio brasileiro dos estados do Amazonas e Roraima, afluente do rio Amazonas, e constitutivo do rico ecossistema de igapós. Este rio tem água escura, como o Rio Negro, resultado de ácidos orgânicos combinados com a decomposição de materiais orgânicos que matam bactérias e outros parasitas da água, e a falta de sedimentos terrestres torna a área mais segura para nadar, sendo também uma região com menos mosquitos. O rio Urubu começa em Presidente Figueiredo e corre por vários quilômetros antes de se encontrar com o Rio Amazonas. Rio com grande quantidade se espécies de peixes, uns dos melhores rios para a prática de pesca e mergulho, pois seu leito tem pouco detrito da flora, onde a temperatura da água é morna em qualquer período climático.